# Податок на доходи
Податок на прибуток або на доходи — це податок, що стягується з фізичних або юридичних осіб (платників податків), який змінюється залежно від відповідного доходу або прибутку (оподатковуваного доходу). Податок на прибуток, як правило, обчислюється як добуток податкової ставки, зменшений на оподатковуваний прибуток. Ставки оподаткування можуть різнитися залежно від типу або характеристик платника податків.
Ставка податку може зростати зі збільшенням оподатковуваного доходу (званого градуйованими або прогресивними ставками). Податок, що стягується з компаній, зазвичай називається корпоративним податком і справляється за єдиною ставкою. Індивідуальний дохід часто оподатковується за прогресивними ставками, де ставка податку, що застосовується до кожної додаткової одиниці валюти, зростає (наприклад, перші 10 тис. доларів доходу, оподатковувані 0 %, наступні 10 тис. доларів, оподатковувані 1 % тощо). Більшість юрисдикцій звільняють місцеві благодійні організації від податку. Дохід від інвестиційної діяльності може оподатковуватися за різними (як правило, нижчими) ставками, ніж інші доходи. Можуть бути дозволені різного роду кредити, що зменшують податок. Деякі юрисдикції встановлюють вищий податок на прибуток або податок на альтернативну базу або показник доходу.
Оподатковуваний дохід платників податків, які проживають у цій юрисдикції, як правило, становить загальний дохід за вирахуванням витрат та інших відрахувань. Як правило, до прибутку включається лише чистий прибуток від продажу майна, включаючи товари, призначені для продажу. Дохід акціонерів корпорації зазвичай включає розподіл прибутку від корпорації. Відрахування, як правило, включають усі комерційні витрати, включаючи відшкодування витрат на господарські активи. Багато юрисдикцій дозволяють умовні відрахування для фізичних осіб і можуть дозволити відрахування деяких особистих витрат. Більшість юрисдикцій або не оподатковують доходи, отримані за межами юрисдикції, або дозволяють зарахувати податки, сплачені іншим юрисдикціям із таких доходів. Нерезиденти оподатковуються лише певними видами доходів із джерел, що перебувають у межах юрисдикції, за невеликими винятками.
Більшість юрисдикцій вимагають самооцінки величини податку. Можуть знадобитися авансові платежі податку платниками податків. Платники податків, які своєчасно не сплачують податок, як правило, піддаються суворому штрафу, який може включати арешт для фізичних осіб або скасування юридичної реєстрації суб'єкта господарювання.